# Phyle aspilotos
Phyle aspilotos là một loài bướm đêm trong họ Geometridae.